# Racopilum thomeanum
Racopilum thomeanum là một loài rêu trong họ Racopilaceae. Loài này được Broth. mô tả khoa học đầu tiên năm 1890.